# Franz Ziereis
Franz Ziereis (ur. 13 sierpnia 1905 w Monachium, zm. 24 maja 1945 w Gusen) – SS-Standartenführer, niemiecki zbrodniarz wojenny, komendant niemieckiego obozu koncentracyjnego Mauthausen-Gusen.

## Życiorys
Urodził się w Monachium i po ukończeniu szkoły wstąpił do niemieckiej armii (Reichswehra) w kwietniu 1924. We wrześniu 1936 Ziereis opuścił szeregi armii i stał się członkiem SS. W 1937 otrzymał stanowisko dowódcy oddziału SS-Totenkopf w Brandenburgii. W 1938 przeniesiono go do Austrii, gdzie szkolił młodych esesmanów do służby w dywizji SS-Totenkopf (regiment Turyngia).

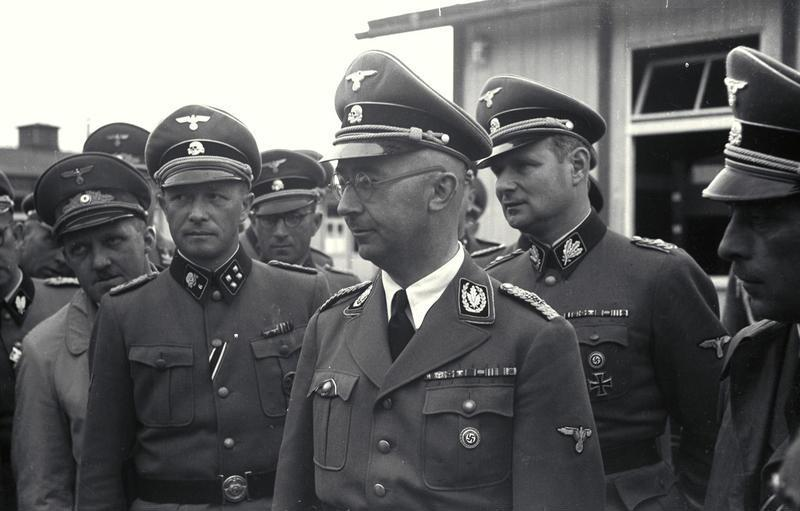
Franz Ziereis (po lewej), Heinrich Himmler (pośrodku) i Karl Wolff (po prawej) w Mauthausen, 1941

9 lutego 1939 Ziereis został powołany przez Theodora Eickego (Głównego Inspektora Obozów Koncentracyjnych) na stanowisko komendanta obozu koncentracyjnego Mauthausen w Austrii (zastąpił on Alberta Sauera). Stanowisko to sprawował do wyzwolenia obozu przez Amerykanów. Kompleks Mauthausen-Gusen należał do najcięższych w całym systemie hitlerowskich obozów koncentracyjnych. Już od 1942 funkcjonowały tam komory gazowe (ostatnie gazowanie ludzi miało miejsce jeszcze pod koniec kwietnia 1945), a oprócz tego więźniowie mordowani byli na wiele innych sposobów. Niezależnie od tego w obozie panowały okropne warunki sanitarne i wyżywieniowe, powodujące ogromną śmiertelność. Więźniowie zmuszani byli także do niewolniczej pracy, zwłaszcza w okolicznych kamieniołomach. Ziereis, jako komendant Mauthausen, ponosił całkowitą odpowiedzialność za wszystkie zbrodnie popełnione w obozie. Pozwolił m.in. swojemu 11-letniemu synowi strzelać do więźniów ze strzelby z werandy własnego domu. Za swoje „wyjątkowe” zasługi, Ziereis został 20 kwietnia 1944 awansowany na stopień SS-Standartenführera.
Krótko przed wyzwoleniem obozu przez wojska amerykańskie uciekł wraz z żoną i synem, a następnie ukrył się w górach Górnej Austrii. Jednak 23 maja 1945 żołnierze amerykańscy odnaleźli jego kryjówkę i Ziereis został bardzo poważnie postrzelony podczas próby ucieczki. Przewieziono go do szpitala w Gusen, gdzie wkrótce zmarł wskutek odniesionych ran. Przed śmiercią złożył obszerne zeznania, opisujące funkcjonowanie obozu i zbrodnie w nim popełnione, choć sam twierdził iż był niewinny. Ciało zbrodniarza zostało powieszone przez byłych więźniów na ogrodzeniu z drutu kolczastego w głównym obozie Gusen.

## Odznaczenia
- Srebrny Krzyż Niemiecki (1944)[2]
- Krzyż Zasługi Wojennej II klasy z mieczami[2]
- Krzyż Zasługi Wojennej I klasy z mieczami[2]
- Brązowa Odznaka Jeździecka[2]
- SS-Ehrenring[2]
- Szabla Honorowa SS[2]